# Diospilus fomitis
Diospilus fomitis är en stekelart som beskrevs av Mason 1968. Diospilus fomitis ingår i släktet Diospilus och familjen bracksteklar. Inga underarter finns listade i Catalogue of Life.